# Различие (премия)
Премия «Различие» — российская поэтическая премия, присуждавшаяся в 2013—2017 годах.

## История
Учредителями премии выступили Игорь Гулин, Кирилл Корчагин, Денис Ларионов и Лев Оборин — «люди, которые так или иначе стремятся к культуртрегерству, к строительству новых культурных институций». По словам учредителей,

Премия «Различие» отмечает поэтические книги, в которых поэзия становится исследованием. Речь идет не об исследовании в сугубо научном смысле, а об особой художественной оптике, при которой сам текст оказывается для поэта и его читателя средством понимания.— О премии
Вручение премии ежегодное, приурочено ко Всемирному дню поэзии. Победителю вручается премия в виде оригинальной скульптуры. По итогам премии выпускается сборник статей, посвященных лауреату. Первым лауреатом стала в 2013 году Фаина Гримберг — как отмечал Илья Кукулин, «автор другого поколения, с совсем другой эстетикой, чем у всех поэтов, вошедших в жюри, но безусловный новатор».

### 2013
Жюри премии: учредители премии и Галина Рымбу.
В 2013 в шорт-лист поэтической премии «Различие» вошли пять поэтических сборников, изданных в 2012 году:
- Василий Бородин. Цирк «Ветер» / Авторский сборник. — М.: Книжное обозрение, АРГО-РИСК, 2012. — 64 с. — (Книжный проект журнала «Воздух»). — 300 экз. — ISBN 978-5-86856-230-3.
- Дина Гатина. Безбашенный костлявый слон / Авторский сборник. — М.: «Новое литературное обозрение», 2012. — 144 с. — (Новая поэзия). — 1000 экз. — ISBN 978-5-86793-927-4.
- Фаина Гримберг. Четырёхлистник для моего отца. — М.: «Новое литературное обозрение», 2012. — 384 с. — (Новая поэзия). — 500 экз. — ISBN 978-5-86793-977-9.
- Станислав Львовский. Всё ненадолго. — М.: «Новое литературное обозрение», 2012. — 192 с. — (Новая поэзия). — 500 экз. — ISBN 978-5-4448-0008-9.
- Мария Степанова. Киреевский. — СПб.: Издательство Пушкинского Фонда, 2012. — 64 с. — 500 экз. — ISBN 978-5-89803-224-9.

Как отмечал Дмитрий Кузьмин, «эти пять имен задают вполне определенную область в современной русской поэзии: достаточно обширную (от эфемерных зарисовок белым по белому у Бородина до масштабного лирического эпоса у Гримберг), но в то же время внутренне связную (практически про каждую пару авторов можно объяснить, как и почему они принадлежат к единому целому, в чем открываемая этими двумя индивидуальными поэтиками возможность диалога)».
Поэтическую премию «Различие» в 2013 году получила книга «Четырёхлистник для моего отца» Фаины Гримберг, вышедшая в издательстве «Новое литературное обозрение» в 2012 году. В итоговый сборник, посвящённый поэзии Гримберг, вошли восемь статей о её творчестве, а также новый цикл её собственных стихотворений.

### 2014
Жюри премии: учредители премии и Станислав Снытко.
В короткий список вошли пять авторов, выпустивших свои книги в 2013 году:
- Шамшад Абдуллаев. Приближение окраин. Стихи. Эссе. — М.: Новое литературное обозрение, 2013.
- Михаил Ерёмин. Стихотворения. Кн. 5. — СПб.: Пушкинский фонд, 2013.
- Алексей Колчев. Частный случай. — Шупакшар (Чебоксары): Free Poetry, 2013; Лубок к Родине. — Самара: Цирк Олимп + TV, 2013; Несовершенный вид. — Нижний Новгород: ГЦСИ «Арсенал», 2013.
- Евгения Суслова. Свод масштаба. — СПб.: Альманах «Транслит»; Свободное марксистское издательство, 2013.
- Олег Юрьев. О Родине: Стихи, хоры и песеньки 2010—2013. — М.: Книжное обозрение (АРГО-РИСК), 2013.

Лауреатом премии стал Олег Юрьев.

### 2015
Жюри премии: учредители премии и Александра Цибуля.
В короткий список вошли пять авторов, выпустивших свои книги в 2014 году:
- Полина Андрукович. Вместо этого мира. — М.: Новое литературное обозрение, 2014.
- Вера Воинова. Вомбат и свист. — Владивосток: Niding.publ.UnLTD, 2014.
- Анна Глазова. Опыт сна. — N.Y.: Ailuros Publishing, 2014.
- Янъ Каплинскій. Бѣлыя бабочки ночи. — Таллинн: Kite, 2014.
- Василий Ломакин. Стихи 2003—2013 гг. — М.: Новое литературное обозрение, 2014.

Лауреатом премии стала Полина Андрукович.

### 2016
Жюри премии: учредители премии и Алексей Конаков.
В короткий список вошли шесть авторов, выпустивших свои книги в 2015 году:
- Михаил Айзенберг. Справки и танцы. — М.: Новое издательство, 2015.
- Владимир Аристов. По нашему миру с тетрадью (простодушные стихи). — М.: Русский Гулливер; Центр современной литературы, 2015.
- Полина Барскова. Хозяин сада. — СПб.: Книжные мастерские, 2015.
- Линор Горалик. Так это был гудочек. — Ozolnieki: Literature Without Borders, 2015.
- Сергей Завьялов. Советские кантаты. — СПб.: Альманах «Транслит»; Свободное марксистское издательство, 2015.
- Леонид Шваб. Ваш Николай. — М.: Новое литературное обозрение, 2015.

Лауреатом премии стал Владимир Аристов.

### 2017
Жюри премии: учредители премии и Дарья Серенко.
В короткий список вошли пять авторов, выпустивших свои книги в 2016 году:
- Алла Горбунова. Пока догорает азбука. — М.: Новое литературное обозрение, 2016.
- Данила Давыдов. Все-таки непонятно, почему ты не дозвонился. — Владивосток: niding.publ.UnLTd, 2016; Нечего пенять. — Кыштым: Евразийский журнальный портал «МЕГАЛИТ», 2016; На ниточках. Стихи из Фейсбука (январь 2016). — Чебоксары: Free poetry, 2016.
- Александр Скидан. Membra disjecta. — СПб.: Издательство Ивана Лимбаха, Книжные мастерские, 2016.
- Евгения Суслова. Животное. — Нижний Новгород: Красная ласточка, 2016.
- Лида Юсупова. Dead dad. — Тверь: Kolonna Publications; Митин Журнал, 2016.

Лауреатом премии стала Лида Юсупова.